# Sonate pour violon et piano de Bonis
La Sonate pour violon et piano, op. 112, est une œuvre de musique de chambre de la compositrice Mel Bonis, datant de 1914.

## Composition
Mel Bonis compose sa Sonate pour violon et piano en 1914.
L'œuvre, dédiée à Madeleine et Simone Filon, cousines de la compositrice, est publiée en 1923 aux éditions Sénart, puis rééditée en 2002 par les éditions Kossack.

## Structure
L'œuvre est composée de quatre mouvements :
1. Moderato
2. Presto
3. Lento
4. Finale con moto

## Analyse
La Sonate pour violon et piano de Mel Bonis est le point d'aboutissement des recherches ethnomusicologiques de Louis-Albert Bourgault-Ducoudray,.
L'œuvre, op. 112, est éditée en 1923 par Maurice Sénart. Elle forme avec les deux autres sonates de la seconde période, violoncelle/piano et flûte/piano, un ensemble prestigieux. « Elle comporte quatre mouvements et débute par un moderato qui, par la confusion du rythme, le chromatisme et l’abondance de motifs plaintifs et nostalgiques, se transforme en image pure de la mélancolie. C’est un scherzo plein de charme et d’esprit qui lui succède — le contraste ne peut être plus saisissant. », écrit Eberhard Mayer en 1998. Soixante quinze ans plus tôt, un critique musical qui écrit pour le Courrier des Musiciens est également sensible aux contrastes de la sonate : « Je me rappelle avoir entendu au Salon des Musiciens une sonate de [la] composition [de Mel Bonis] qui m’avait fait un plaisir infini… Cette sonate écrite pour piano et violon [comportait] un andante construit sur une mélodie grecque d’une écriture très sobre. Le thème se développait très heureusement, puis éclatait soudain un final puissant et coloré. Rien n’était plus agréable que cette opposition d’ombre et de lumière si artistiquement rendue. » (Anonyme, 1923).

## Réception
La Sonate pour violon et piano a éventuellement pu être jouée lors du concours du Salon des musiciens français en 1914, mais l'œuvre a été jouée à la salle des concerts du Conservatoire le 3 mars 1914.
À la suite de l'exécution de la Sonate à un concert de la Société musicale indépendante le 31 janvier 1919, le Courrier musical écrit : « bibliothèque rose, ouvrage de dames, susurre un voisin ; il s'en dégage quelques parfums qui sentent Franck et Fauré ».
La pièce est rejouée le 9 mars 1921, salle Gaveau, par les deux cousines de Mel Bonis, Simone Filon au violon et Madeleine Filon au piano,.
L'œuvre a été rejouée pour l'une des premières fois dans une salle Rue de Naples, le 31 mai 1997. Elle a été interprétée par Kerstin von Bargen au violon et Friedwart Goebels au piano.

## Sources
- Étienne Jardin, Mel Bonis (1858-1937) : parcours d'une compositrice de la Belle Époque, 2020 (ISBN 978-2-330-13313-9 et 2-330-13313-8, OCLC 1153996478, lire en ligne)